# Tabanus kumrakomensis
Tabanus kumrakomensis är en tvåvingeart som beskrevs av Kapoor, Grewal och Sharma 1991. Tabanus kumrakomensis ingår i släktet Tabanus och familjen bromsar.
Artens utbredningsområde är Kerala (Indien). Inga underarter finns listade i Catalogue of Life.